# Médaille de la Gendarmerie nationale
La médaille de la Gendarmerie nationale est une décoration militaire française créée le 5 septembre 1949 et dont les conditions d’attributions ont été profondément remaniées en 2004. Elle constituait jusqu'en 2004 la distinction suprême pour les militaires de la Gendarmerie et n'était attribuée qu'avec une très grande réserve puisque près de la moitié des récipiendaires avait reçu la décoration à titre posthume.

## Historique
La médaille de la Gendarmerie nationale a été instituée par le décret no 49-1219 du 5 septembre 1949
. Elle était décernée aux officiers, sous-officiers et militaires du rang de la gendarmerie française qui ont fait l'objet d'une citation à l'ordre de la Gendarmerie nationale. Une grenade de bronze était alors fixée sur son ruban pour chaque citation. Elle pouvait également être décernée à des personnalités étrangères à l'arme mais ne comportait pas de citation.
De surcroît l'ensemble des récipiendaires cités à l'ordre de la Gendarmerie Nationale pour les opérations de sécurité et de maintien de l'ordre en Afrique du Nord entre 1954 et 1956, ont reçu en double de leur Médaille de la Gendarmerie Nationale, une citation avec effet rétroactif leur conférant la Croix de la Valeur Militaire, généralement à l'ordre du corps d'Armée ou de l'Armée.
Le décret no 2004-733 du 26 juillet 2004 modifiant le décret no 49-1219 du 5 septembre 1949 a profondément remanié les conditions d'attribution de cette décoration en apportant la possibilité d'y ajouter d'autres citations comme sur la croix de la Valeur militaire et les croix de guerre.

## Conditions d'attributions
La médaille de la Gendarmerie nationale est destinée à récompenser les officiers, sous-officiers et militaires du rang de la gendarmerie nationale qui se sont distingués par une action d'éclat ayant nécessité des qualités particulières de courage et d'abnégation, accomplie à l'occasion du service ou du maintien de l'ordre. Une citation rappelle le comportement du récipiendaire ayant abouti à l’attribution de la décoration. Le ruban de la décoration est alors agrémenté selon le degré de la citation d'une étoile de bronze, d'argent ou de vermeil ou d'une palme de bronze.
Elle peut être exceptionnellement attribuée sans citation aux militaires de la gendarmerie, pour leurs activités ou travaux remarquables ayant conduit à donner une impulsion décisive au service général de l'arme et aux personnalités étrangères à l'arme ayant rendu à cette dernière des services importants ou qui, par leur aide particulièrement méritoire à l'occasion de ses missions, ont acquis des titres à sa reconnaissance.
Elle peut également être remise à titre posthume.
De 1950 à octobre 2004 ce sont 1 839 médailles avec citation qui sont attribuées. De 1950 à 1962 ce sont 879 médailles qui sont attribuées dont 51 % à titre posthume. De 1963 à 1990, 376 médailles sont attribuées dont 38 % à titre posthume, après 1991 ce sont 502 nouvelles médailles qui sont attribuées dont 9 % à titre posthume.

## Insigne
- Médaille : ronde, en bronze, d'un module de 36 mm ; sur l'avers est frappé un heaume reposant sur une épée dirigée vers le haut, on peut y lire l'inscription « Gendarmerie nationale ». Le revers porte une couronne de laurier avec pour mention  « Courage, discipline ». La bélière est fixe et représente une grenade enflammée encadrée de feuilles de chêne.

- Ruban : de couleur bleu gendarme avec une bande verticale jaune bornée de blanc sur la ligne médiane, et une bande rouge sur le bord du ruban.

- Citation : Avant 2004, une grenade en bronze de 5 mm était fixée (théoriquement obliquement) sur le ruban pour chaque citation à l'ordre de la gendarmerie[1]. Depuis 2004, les citations sont matérialisées sur le ruban par les mêmes palmes et étoiles que pour les croix de guerre et la croix de la valeur militaire : une étoile de bronze pour une citation à l'ordre du régiment ou de la brigade, une étoile d'argent pour une citation à l'ordre de la division, une de vermeil pour le corps d'armée et une palme de bronze pour une citation à l'ordre de la Gendarmerie nationale. À compter de 2004, les médailles de la gendarmerie nationale antérieurement décernées, bien qu'elles l'aient été au titre d'une citation à l'ordre de la gendarmerie, ont pris rang à l'ordre du corps d'armée avec étoile de vermeil[2].

## Récipiendaires célèbres
(*) : nombre de citations portant attribution de la médaille de la Gendarmerie nationale.
- Adjudant-Chef Hubert Clément (1 grenade de bronze)
- Adjudant-Chef Thierry Prungnaud (1 grenade de bronze)
- Capitaine Paul Barril (3 grenades de bronze)
- Commandant Christian Prouteau (2 grenades de bronze)
- Colonel Arnaud Beltrame (1 palme de bronze)
- Général Hubert Bonneau (1 étoile d'argent)
- Général Richard Lizurey (1 palme de bronze)
- Général Thierry Orosco (1 grenade de bronze)
- Général Denis Favier (1 grenade de bronze)
- Général Jacques Mignaux (sans citation)
- Général Christian Rodriguez (sans citation)